# ضیا جمال کادیوغلو
ضیا جمال کادیوغلو (انگلیسی: Ziya Cemal Kadıoğlu؛ زادهٔ ۱ مارس ۱۹۶۱) ارتشبد نیروی هوایی ترکیه است، که از اوت ۲۰۲۳ به‌عنوان سی و چهارمین فرمانده نیروی هوایی ترکیه فعالیت می‌کند.
کادیوغلو فعالیت نظامی را از سال ۱۹۸۲ در نیروی هوایی ترکیه آغاز کرد، از ۲۰۰۷ تا ۲۰۱۰ فرماندهی پایگاه هوایی اتیمسگوت را برعهده داشت و از ۲۰۱۲ تا ۲۰۱۵ رئیس اداره اطلاعات نیروی هوایی بود. 
وی از ۲۰۱۵ تا ۲۰۱۶ به‌عنوان جانشین فرماندهی پدافند هوایی موشکی و رزم نیروی هوایی فعالیت می‌کرد، در فاصله سال‌های ۲۰۱۷ تا ۲۰۲۲ فرماندهی آموزش نیروی هوایی را برعهده داشت و از ۲۰۲۲ تا ۲۰۲۳ فرمانده نیروی هوایی رزمی ترکیه بود.